# Commenda

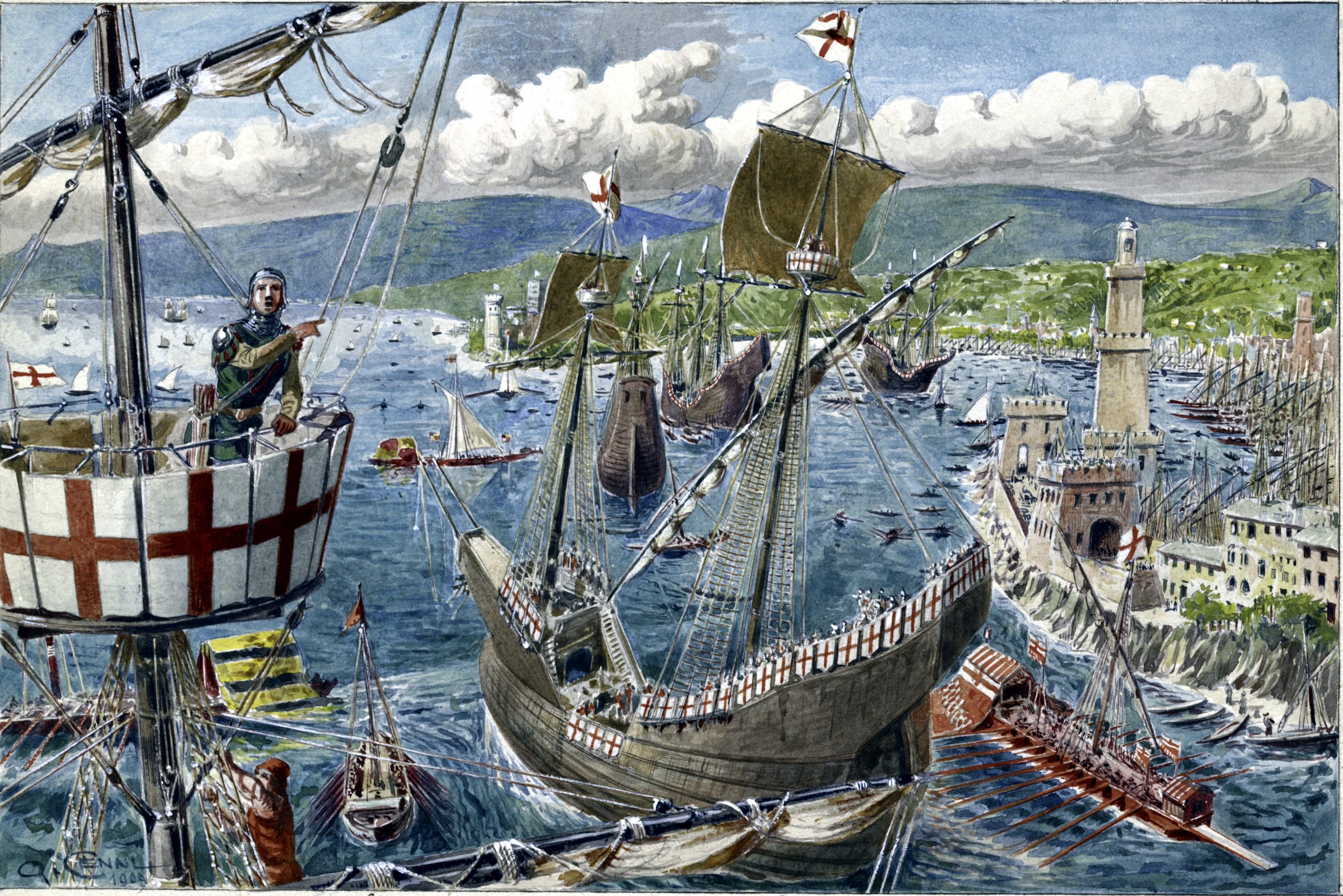
Raffigurazione del porto di Genova all'inizio del XIV secolo, opera di Quinto Cenni

La commenda era un tipo di contratto in uso in epoca medievale a scopi commerciali.
È un termine di agglutinazione proveniente dal latino classico commendare che coniuga due termini com ("con", "insieme") e mandare ("raccomandare", "affidare").

## Descrizione
Il contratto di commenda era uno strumento utilizzato per finanziare gli investimenti mercantili in modo tale da ridurre i rischi delle spedizioni commerciali. Di fatto era una forma di società temporanea che durava il tempo di un unico viaggio d'affari.
In sostanza, la commenda permetteva a coloro che possedevano denaro liquido di investirlo in attività profittevoli, anticipando le proprie somme a dei mercanti, i quali le utilizzavano per svolgere i propri traffici commerciali. In questo modo i mercanti riuscivano ad incrementare il proprio volume d'affari, mentre gli investitori iniziali venivano ricompensati con la propria quota su questi guadagni. Di conseguenza, le competenze professionali e imprenditoriali del mercante sommate alla disponibilità finanziaria del prestatore permettevano in questo modo una riproduzione veloce e significativa del capitale iniziale.
Le forme e le clausole del contratto erano di vario genere e contenuto, ma sostanzialmente la commenda si può suddividere in due categorie:
- Commenda unilaterale o "commenda semplice", nella quale il socio prestatore di capitale (l'accomandante), che restava a terra, forniva i finanziamenti necessari ad un mercante viaggiatore (l'accomandatario) che operava in autonomia ed eseguiva le transazioni commerciali per mare. Al ritorno, i guadagni venivano ripartiti per 3/4 all'accomandante e 1/4 all'accomandatario, mentre i rischi erano assunti in toto dal finanziatore.
- Commenda bilaterale (detta collegantia a Venezia[1] e societas maris a Genova[6]), nella quale il capitale veniva fornito da entrambi i soci, nelle misure di 2/3 per il socio sedentario e 1/3 per colui che viaggiava. In questa maniera le eventuali perdite erano ripartite proporzionalmente, mentre gli utili venivano divisi a metà.

La commenda "unilaterale", specie nel caso partecipassero diversi finanziatori, funzionava come strumento di raccolta e attivazione del risparmio; invece la commenda "bilaterale", tagliando fuori i piccoli investitori, era più adatta a quegli uomini d'affari che avevano bisogno di aumentare il proprio capitale di partenza.

## Storia
Il contratto di commenda nacque tra il X e l'XI secolo nelle città portuali del Mediterraneo, come risposta all'esigenza di finanziamento delle imprese commerciali marittime. Dunque le commende servivano a racimolare i capitali necessari alle attività mercantili, configurandosi di fatto come un prestito marittimo in forma di società. Questo prestito era denominato Fenus nauticum, traducibile come "mutuo marittimo".
In breve tempo, la commenda divenne la tipologia societaria per il commercio marittimo più diffusa nell'Italia medievale, tanto che sull'insieme dei contratti stipulati a Genova tra il 1154 e il 1300, la commenda e le sue varianti rappresentavano il 93%. Tuttavia, all'inizio del XIV secolo la commenda andò incontro ad un rapido declino, in seguito all'affermazione delle compagnie commerciali, più stabili e meglio organizzate. La vasta diffusione di questa tipologia contrattuale era dovuta all'ampia adattabilità del suo schema generale, che infatti variava a seconda delle particolari necessità degli operatori. Inoltre, lo sviluppo della commenda, assieme a quello più generale dei traffici commerciali, fu favorito dal clima di fiducia e onestà che vigeva tra i mercanti, garantito dal comune senso di appartenenza e dal rispetto della legislazione in materia di commercio.

## Interpretazioni storiografiche
Nei modelli contrattuali basati sulla commenda sono state individuate le origini della moderna società per azioni che si svilupperà nei secoli successivi.
Lo studioso John H. Prior ha evidenziato come i principi alla base di tale contratto siano simili a quelli dell'isqa ebraico e della socïetas romana.
Edward P. Stringham e Nicholas A. Curott, in The Oxford Handbook of Austrian Economics, ritengono che, con la commenda dell'Italia medievale, diventino popolari, per la prima volta nella storia, le iniziative imprenditoriali con più azionisti, pratica che troverebbe le sue origini nelle società per azioni risalenti già all'antica Roma.